# Władysław Żewicki
Władysław Żewicki (ur. 1896, zm. 1943) – polski działacz społeczny, dyrektor Drukarni Bydgoskiej.

## Życiorys
Urodził się 31 października 1896 w Bydgoszczy. Był synem Walentego, kołodzieja i Katarzyny z Janickich. Po ukończeniu szkoły powszechnej i szkoły dokształcającej handlowej pracował jako praktykant biurowy w Izbie Przemysłowo-Handlowej w Bydgoszczy. W styczniu 1920 r. przejmował agendy tej Izby dla Polski jako jej sekretarz. W 1926 został dyrektorem Drukarni Bydgoskiej Sp. Akc. Wydawnictwo „Dziennika Bydgoskiego”. W latach 1927–1939 wchodził w skład zarządu Drukarni Bydgoskiej.
Czynnie uczestniczył w życiu społecznym miasta. Był prezesem Związku Pomocników Handlowych i kuratorem uczniów kupieckich. Działał w Polskim Białym Krzyżu i Miejskim Komitecie Wychowania Fizycznego i Przysposobienia Wojskowego. Interesował się sportem, a w szczególności wioślarstwem, które czynnie uprawiał. Od 1922 do 1939 należał do Zarządu Bydgoskiego Towarzystwa Wioślarskiego.
We wrześniu 1939 udał się do Warszawy. Po powrocie do Bydgoszczy ukrywał się przed Niemcami. 5 lutego 1943 został aresztowany pod zarzutem przynależności do Polskiego Związku Zachodniego i osadzony w więzieniu gestapo przy Wałach Jagiellońskich. Przetransportowano go do obozu koncentracyjnego Auschwitz-Birkenau, a następnie do obozu w Mauthausen.
Zmarł 27 maja 1943 w obozie koncentracyjnym Mauthausen-Gusen, oficjalnie na tyfus plamisty.